# Trichilia poeppigii
Trichilia poeppigii är en tvåhjärtbladig växtart som beskrevs av C. Dc.. Trichilia poeppigii ingår i släktet Trichilia och familjen Meliaceae. Inga underarter finns listade i Catalogue of Life.